# خوسيه سانتياغو هرنانديز
خوسيه سانتياغو هرنانديز (بالإسبانية: José Santiago Hernández) هو لاعب كرة قدم مكسيكي، ولد في 1 مايو 1997 في غوادالاخارا في المكسيك. لعب مع نادي أطلس.

## روابط خارجية
- خوسيه سانتياغو هرنانديز على موقع قاعدة بيانات كرة القدم.إي يو (الإنجليزية)
- خوسيه سانتياغو هرنانديز على موقع Soccerway.com (الإنجليزية)
- خوسيه سانتياغو هرنانديز على موقع AS.com (الإسبانية)